# Temporada de Fórmula 3 Euro Series de 2010
A Temporada de Fórmula 3 Euro Series de 2010 será a 8ª do campeonato das Fórmula 3 Euroseries.

## Pilotos e Equipas
| Lista de Participantes para 2010 | Lista de Participantes para 2010 | Lista de Participantes para 2010 | Lista de Participantes para 2010 | Lista de Participantes para 2010 | Lista de Participantes para 2010 | Lista de Participantes para 2010 |
| Equipa                           | No                               | Piloto                           | Rookie                           | Chassis                          | Motor                            | Rondas                           |
| -------------------------------- | -------------------------------- | -------------------------------- | -------------------------------- | -------------------------------- | -------------------------------- | -------------------------------- |
| ART Grand Prix                   | 1                                | Valtteri Bottas                  |                                  | F308/026                         | Mercedes                         | Todas                            |
| ART Grand Prix                   | 2                                | Alexander Sims                   |                                  | F308/048                         | Mercedes                         | Todas                            |
| ART Grand Prix                   | 11                               | Jim Pla                          | E                                | F308/070                         | Mercedes                         | Todas                            |
| ART Grand Prix                   | 30                               | Esteban Gutiérrez                |                                  | F308/049                         | Mercedes                         | 2                                |
| Mücke Motorsport                 | 3                                | Roberto Merhi                    |                                  | F308/050                         | Mercedes                         | Todas                            |
| Mücke Motorsport                 | 4                                | Carlos Muñoz                     | E                                | F308/042                         | Mercedes                         | Todas                            |
| Signature                        | 5                                | Edoardo Mortara                  |                                  | F309/023                         | Volkswagen                       | Todas                            |
| Signature                        | 6                                | Marco Wittmann                   |                                  | F308/011                         | Volkswagen                       | Todas                            |
| Signature                        | 14                               | Laurens Vanthoor                 |                                  | F308/033                         | Volkswagen                       | Todas                            |
| Prema Powerteam                  | 7                                | Nicolas Marroc                   |                                  | F308/047                         | Mercedes                         | Todas                            |
| Prema Powerteam                  | 8                                | Daniel Juncadella                | E                                | F309/014                         | Mercedes                         | Todas                            |
| Motopark Academy                 | 9                                | Adrian Quaife-Hobbs              | E                                | F308/099                         | Volkswagen                       | 1–2                              |
| Motopark Academy                 | 10                               | Matias Laine                     | R                                | F308/096                         | Volkswagen                       | Todas                            |
| Motopark Academy                 | 13                               | António Félix da Costa           | E                                | F308/098                         | Volkswagen                       | Todas                            |
| Motopark Academy                 | 15                               | Kevin Magnussen                  | E                                | F308/099                         | Volkswagen                       | 3                                |
| Motopark Academy                 | 16                               | Mika Mäki                        |                                  | F308/099                         | Volkswagen                       | 5–7                              |
| Motopark Academy                 | 17                               | Tobias Hegewald                  | E                                | F308/099                         | Volkswagen                       | 8                                |
| Motopark Academy                 | 18                               | Christopher Zanella              |                                  | F308/099                         | Volkswagen                       | 9                                |
| Motopark Academy                 | 33                               | Christopher Zanella              | F308/092                         | 5–7                              | Volkswagen                       |                                  |
| Motopark Academy                 | 31                               | Jimmy Eriksson                   | E                                | F305/045                         | Volkswagen                       | 2                                |
| Motopark Academy                 | 34                               | Renger van der Zande             |                                  | F308/092                         | Volkswagen                       | 8                                |
| China Sonangol-Motopark          | 32                               | Luís Sá Silva                    | E                                | F305/004                         | Volkswagen                       | 2                                |
| Jo Zeller Racing                 | 38                               | Sandro Zeller                    | E                                | F306/014                         | Mercedes                         | 2, 9                             |

| Símbolo | Legenda                                   |
| ------- | ----------------------------------------- |
| E       | Rookies Cup (Taça dos Novatos/Estreantes) |

### Mudanças nos pilotos
Mudanças de equipas
- Roberto Merhi: Manor Motorsport → ASL Mücke Motorsport
- Alexander Sims: ASL Mücke Motorsport → ART Grand Prix
- Marco Wittmann: ASL Mücke Motorsport → Signature-Plus

Entram/Re-Entram na Fórmula 3 Euroseries
- Adrian Quaife-Hobbs: Eurocup Fórmula Renault 2.0 & Fórmula Renault 2.0 NEC (Motopark Academy) → Motopark Academy
- António Félix da Costa: Eurocup Fórmula Renault 2.0 & Fórmula Renault 2.0 NEC (Motopark Academy) → Motopark Academy
- Carlos Muñoz: Eurocup Fórmula Renault 2.0 & Fórmula Renault 2.0 WEC (Epsilon Euskadi) → ASL Mücke Motorsport
- Daniel Juncadella: Fórmula BMW Europa (EuroInternational) → Prema Powerteam
- Edoardo Mortara: GP2 Series (Arden International) → Signature
- Jim Pla: Fórmula BMW Europa (DAMS) → ART Grand Prix
- Laurens Vanthoor: Campeonato Alemão de F3 (Van Amersfoort Racing) → Signature-Plus
- Matias Laine: Fórmula Renault Reino Unido (CRS Racing) → Motopark Academy
- Nicolas Marroc: Fórmula 3 Alemã (Racing Experience) → Prema Powerteam

Deixam a F3 Euroseries
- Adrien Tambay: ART Grand Prix → Auto GP (Charouz-Gravity Racing)
- Andrea Caldarelli: SG Formula → Campeonato Italiano de Fórmula 3 (Prema Powerteam)
- Brendon Hartley: Carlin Motorsport → World Series by Renault (Tech 1 Racing)
- César Ramos: Manor Motorsport → Campeonato Italiano de Fórmula 3 (BVM – Target Racing)
- Christian Vietoris: ASL Mücke Motorsport → GP2 Series (Racing Engineering)
- Esteban Gutiérrez: ART Grand Prix → GP3 Series (ART Grand Prix)
- Jake Rosenzweig: Carlin Motorsport → Fórmula Renault 3.5 Series (Carlin Motorsport)
- Jean Karl Vernay: Signature → Firestone Indy Lights (Sam Schmidt Motorsports)
- Johan Jokinen: Kolles & Heinz Union → Fórmula 2 FIA
- Johnny Cecotto Jr.: HBR Motorsport → GP2 Series (Trident Racing)
- Jules Bianchi: ART Grand Prix → GP2 Series (ART Grand Prix)
- Nick Tandy: Kolles & Heinz Union → Porsche Supercup (Konrad Motorsport)
- Pedro Enrique: Manor Motorsport → GP3 Series (ART Grand Prix)
- Renger van der Zande: Motopark Academy → GP3 Series (RSC Mücke Motorsport)
- Robert Wickens: Kolles & Heinz Union → GP3 Series (Status Grand Prix)
- Sam Bird: ASL Mücke Motorsport → GP2 Series (ART Grand Prix)
- Stefano Coletti: Prema Powerteam → Fórmula Renault 3.5 Series (Comtec Racing)
- Víctor García: Prema Powerteam → Fórmula Renault 3.5 Series (KMP Racing)

### Mudanças nas equipas
Saem do campeonato
- A Carlin Motorsport e a Manor Motorsport deixaram o campeonato para participar nas novas GP3 Series.[1]
- A SG Formula e a Kolles & Heinz Union deixaram o campeonato.[15]

Mudança de motores
- A Motopark Academy mudou o fornecedor de motores para a Volkswagen (o anterior era a Mercedes).[1]

## Calendário
- Um calendário de nove rondas foi anunciado a 18 de Dezembro de 2009.[16] O calendário foi reduzido a oito rondas a 29 de Janeiro de 2009, depois de a organização das F3 Euroseries decidir saltar os eventos do DTM em Lausitz e a 2ª ronda em Hockenheim.[17] Contudo, o campeonato adicionou uma ronda de encerramento da temporada no Circuit de Nevers Magny-Cours.[17] Este foi mais tard removido, no lugar de uma ronda no Paul Ricard como apoio às Le Mans Series, com a segunda ronda em Hockenheim a regressar.[18]

| Etapa | Etapa | Circuito                          | Data           | Pole Position     | Volta Mais Rápida      | Piloto Vencedor        | Equipe Vencedora |
| ----- | ----- | --------------------------------- | -------------- | ----------------- | ---------------------- | ---------------------- | ---------------- |
| 1     | R1    | Circuit Paul Ricard, Le Castellet | 10 de Abril    | Daniel Juncadella | Marco Wittmann         | Edoardo Mortara        | Signature        |
| 1     | R2    | Circuit Paul Ricard, Le Castellet | 11 de Abril    | Sem Disputa       | Daniel Juncadella      | Alexander Sims         | ART Grand Prix   |
| 2     | R1    | Hockenheimring                    | 24 de Abril    | Marco Wittmann    | Edoardo Mortara        | Marco Wittmann         | Signature        |
| 2     | R2    | Hockenheimring                    | 25 de Abril    | Sem Disputa       | Valtteri Bottas        | Roberto Merhi          | Mücke Motorsport |
| 3     | R1    | Circuit Ricardo Tormo, Valencia   | 22 de Maio     | Edoardo Mortara   | Daniel Juncadella      | Edoardo Mortara        | Signature        |
| 3     | R2    | Circuit Ricardo Tormo, Valencia   | 23 de Maio     | Sem Disputa       | Kevin Magnussen        | Kevin Magnussen        | Motopark Academy |
| 4     | R1    | Norisring, Nuremberg              | 3 de Julho     | Edoardo Mortara   | Edoardo Mortara        | Edoardo Mortara        | Signature        |
| 4     | R2    | Norisring, Nuremberg              | 4 de Julho     | Sem Disputa       | Edoardo Mortara        | Valtteri Bottas        | ART Grand Prix   |
| 5     | R1    | Nürburgring                       | 7 de Agosto    | Edoardo Mortara   | Edoardo Mortara        | Edoardo Mortara        | Signature        |
| 5     | R2    | Nürburgring                       | 8 de Agosto    | Sem Disputa       | Daniel Juncadella      | António Félix da Costa | Motopark Academy |
| 6     | R1    | Circuit Park Zandvoort            | 21 de Agosto   | Edoardo Mortara   | Edoardo Mortara        | Edoardo Mortara        | Signature        |
| 6     | R2    | Circuit Park Zandvoort            | 22 de Agosto   | Sem Disputa       | Edoardo Mortara        | António Félix da Costa | Motopark Academy |
| 7     | R1    | Brands Hatch, Kent                | 4 de Setembro  | Laurens Vanthoor  | Marco Wittmann         | Edoardo Mortara        | Signature        |
| 7     | R2    | Brands Hatch, Kent                | 5 de Setembro  | Sem Disputa       | António Félix da Costa | António Félix da Costa | Motopark Academy |
| 8     | R1    | Motorsport Arena Oschersleben     | 18 de Setembro | Valtteri Bottas   | Valtteri Bottas        | Valtteri Bottas        | ART Grand Prix   |
| 8     | R2    | Motorsport Arena Oschersleben     | 19 de Setembro | Sem Disputa       | Valtteri Bottas        | Jim Pla                | ART Grand Prix   |
| 9     | R1    | Hockenheimring                    | 16 de Outubro  | Edoardo Mortara   | Valtteri Bottas        | Edoardo Mortara        | Signature        |
| 9     | R2    | Hockenheimring                    | 17 de Outubro  | Sem Disputa       | Daniel Juncadella      | Daniel Juncadella      | Prema Powerteam  |

### Campeonato de Pilotos
| Pos                                        | Piloto                 | LEC | LEC | HOC1 | HOC1 | VAL | VAL | NOR | NOR | NÜR | NÜR | ZAN | ZAN | BRH | BRH | OSC | OSC | HOC2 | HOC2 | Pts |
| ------------------------------------------ | ---------------------- | --- | --- | ---- | ---- | --- | --- | --- | --- | --- | --- | --- | --- | --- | --- | --- | --- | ---- | ---- | --- |
| 1                                          | Edoardo Mortara        | 1   | 2   | 2    | 3    | 1   | 6   | 1   | 3   | 1   | 6   | 1   | 11  | 1   | Ret | 6   | Ret | 1    | DSQ  | 101 |
| 2                                          | Marco Wittmann         | 2   | 3   | 1    | 4    | 11  | 7   | 2   | 2   | 5   | 2   | 3   | 6   | 3   | 5   | 7   | 2   | 3    | 7    | 76  |
| 3                                          | Valtteri Bottas        | 9   | 6   | 3    | 5    | 2   | 4   | 3   | 1   | 6   | 7   | 2   | Ret | 4   | 4   | 1   | 11† | 2    | 3    | 74  |
| 4                                          | Alexander Sims         | 3   | 1   | Ret  | 8    | 3   | 5   | 4   | 4   | 4   | 3   | 4   | 5   | 5   | 8   | 2   | 8   | 4    | 5    | 63  |
| 5                                          | Roberto Merhi          | 5   | 4   | 4    | 1    | 4   | Ret | 5   | 11  | 3   | 5   | 5   | 3   | 11  | 10  | 5   | 9   | 5    | 2    | 56  |
| 6                                          | Laurens Vanthoor       | Ret | 5   | Ret  | Ret  | 5   | 3   | 9   | 5   | 2   | 11  | 7   | 2   | 2   | 7   | 13  | 4   | 6    | DSQ  | 42  |
| 7                                          | António Félix da Costa | 8   | 8   | 7    | 9    | 6   | Ret | 7   | Ret | 7   | 1   | 8   | 1   | 8   | 1   | 3   | Ret | 9    | 4    | 40  |
| 8                                          | Daniel Juncadella      | 4   | 7   | 8    | 2    | 9   | 9   | 10† | 6   | 12  | 10  | Ret | 9   | 6   | 3   | 4   | 6   | 8    | 1    | 35  |
| 9                                          | Carlos Muñoz           | Ret | 12  | 14   | Ret  | 10  | Ret | 6   | 9   | 14  | 9   | 6   | 4   | 7   | 2   | 8   | 10† | 11   | 6    | 18  |
| 10                                         | Jim Pla                | 7   | 11  | 13   | 6    | DNS | 8   | Ret | 8   | 8   | 4   | 10  | 13  | 13  | 12  | 9   | 1   | 12   | 11†  | 13  |
| 11                                         | Nicolas Marroc         | 11  | 10  | 10   | 13†  | 8   | 2   | 11† | 10  | 9   | 8   | 13  | 12  | 12  | 11  | 10  | 3   | Ret  | 8    | 10  |
| 12                                         | Kevin Magnussen        |     |     |      |      | 7   | 1   |     |     |     |     |     |     |     |     |     |     |      |      | 8   |
| 13                                         | Adrian Quaife-Hobbs    | 6   | 9   | 5    | 7    |     |     |     |     |     |     |     |     |     |     |     |     |      |      | 7   |
| 14                                         | Matias Laine           | 10  | 13  | 9    | 10   | Ret | 10  | 8   | 7   | 11  | Ret | 12  | 10  | 10  | 6   | 11  | Ret | 10   | 9    | 3   |
| 15                                         | Christopher Zanella    |     |     |      |      |     |     |     |     | 10  | Ret | 9   | 7   | DNS | DNS |     |     | 7    | Ret  | 2   |
| 16                                         | Tobias Hegewald        |     |     |      |      |     |     |     |     |     |     |     |     |     |     | 12  | 7   |      |      | 1   |
| 17                                         | Mika Mäki              |     |     |      |      |     |     |     |     | 13  | Ret | 11  | 8   | 9   | 9   |     |     |      |      | 0   |
| Pilotos convidados, inelegíveis por pontos |                        |     |     |      |      |     |     |     |     |     |     |     |     |     |     |     |     |      |      |     |
| -                                          | Renger van der Zande   |     |     |      |      |     |     |     |     |     |     |     |     |     |     | 14  | 5   |      |      | 0   |
| -                                          | Esteban Gutiérrez      |     |     | 6    | Ret  |     |     |     |     |     |     |     |     |     |     |     |     |      |      | 0   |
| -                                          | Sandro Zeller          |     |     | 15†  | 11   |     |     |     |     |     |     |     |     |     |     |     |     | 13   | 10   | 0   |
| -                                          | Jimmy Eriksson         |     |     | 11   | Ret  |     |     |     |     |     |     |     |     |     |     |     |     |      |      | 0   |
| -                                          | Luís Sá Silva          |     |     | 12   | 12   |     |     |     |     |     |     |     |     |     |     |     |     |      |      | 0   |
| Pos                                        | Piloto                 | LEC | LEC | HOC1 | HOC1 | VAL | VAL | NOR | NOR | NÜR | NÜR | ZAN | ZAN | BRH | BRH | OSC | OSC | HOC2 | HOC2 | Pts |

| Cor        | Resultado             |
| ---------- | --------------------- |
| Ouro       | Vencedor              |
| Prata      | 2.º lugar             |
| Bronze     | 3.º lugar             |
| Verde      | Terminou, nos pontos  |
| Azul       | Terminou, sem pontos  |
| Púrpura    | Ret – Retirou-se      |
| Vermelho   | NQ – Não qualificado  |
| Preto      | DSQ – Desqualificado  |
| Branco     | NL – Não largou       |
| Branco     | C – Corrida cancelada |
| Azul claro | AT – Apenas Treino    |
| Sem cor    | NP – Não participou   |
| Sem cor    | Les – Lesionado       |
| Sem cor    | EX – Excluído         |

## Ligações Externas
- Website oficial da Fórmula 3 Euroseries